# Овчарський Яків-Броніслав
Яків-Броніслав Овчарський (4 листопада 1872, Броди — 28 липня 1943, Львів) — український лікар та меценат. Член Українського лікарського товариства (1912). Засновник та керівник Львівського добровільного рятункового товариства.

## Життєпис

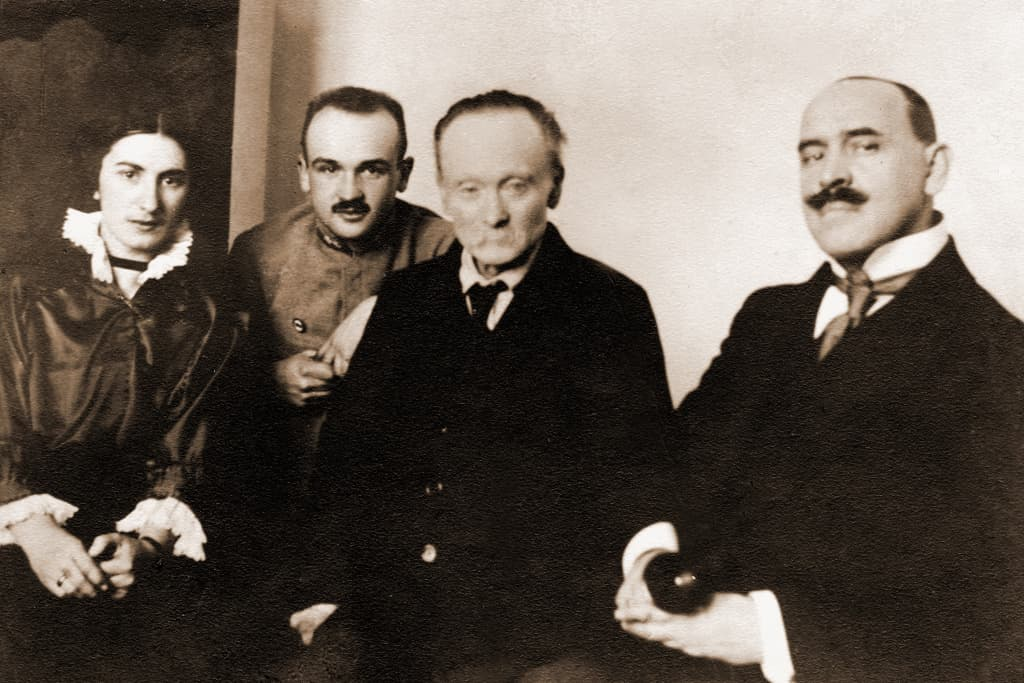
Іван Франко у Притулку Українських Січових Стрільців. Поруч — управителька Притулку Ірена Домбчевська та лікарі Володимир Щуровський (між Франком та Домбчевською) та Броніслав Овчарський (крайній справа). 1916 р.

Народився 4 листопада 1872 року в місті Броди у родині Антона та Анни Овчарських. Його батько працював канцеляристом у Бродівському повітовому старостві. 
Після закінчення початкової школи продовжив навчання у Цісарсько-королівській реальної вищої гімназії імені кронпринца Рудольфа у Бродах. У 1894—1901 роках навчався на медичному факультеті Львівського університету. По закінченню університету пройшов спеціалізацію у професорів А. Глюзінського та Л.-А. Ридиґера та у 1906 році отримав право (сертифікат) на медичну практику у Львові, де відкрив власний кабінет на вулиці Пекарській, 39. 
У 1907 році одружився з Іриною-Олександрою, донькою священика Йосипа Гулли з села Чепелі Бродського повіту.
Один з організаторів та керівник Львівського добровільного рятункового товариства, директор Народної лічниці (1916—1918), останній особистий лікар Івана Франка.
Під час першої світової війни лікував Українських січових стрільців, а також українських діячів, серед яких були Олекса Новаківський та Іван Франко.
У 1922 році був власником кінотеатру «Коперник» та ще чотирьох кінотеатрів. Через його фінансову підтримку українських шкіл, польські шовіністи закликали бойкотувати ці кінотеатри.
Фінансово підтримував українські театральні вистави, переобладнав залу Музичного інституту імені Миколи Лисенка, яку розписали художники Модест Сосенко та Олекса Новаківський.
Після приходу радянської влади у 1939 році майже все майно родини Овчарських було націоналізоване. Під час німецької окупації лікаря призначили директором міської лікарні на вулиці Сенявській (нинішня вулиця Ужгородська) у Львові. Однак довго попрацювати не судилося. Доктор Броніслав Овчарський «директор І. міської лікарні у Львові, бувший лікар і один з перших директорів Народної Лічниці, один з перших засновників і керівників Львівського Лікарського рятункового товариства, бувший лікар станиці УСС, великий меценат українського театру і мистецтва, член багатьох українських товариств» помер 28 липня 1942 року. Похований на Личаківському цвинтарі (поле № 1).